# Confederación Católica Nacional de Padres de Familia y Padres de Alumnos
La Confederación Católica Nacional de Padres de Familia y Padres de Alumnos (CONCAPA) nace en España en 1929. Surge como órgano coordinador de las Asociaciones de Padres de Familia que en aquel momento funcionaban en diversas provincias españolas. Desde el principio se orienta a la defensa de los intereses de la familia y del papel de los padres como primeros educadores. También desde el principio participa activamente en todos los foros educativos y familiares nacionales e internacionales.
CONCAPA sostuvo una decidida lucha a favor de un pacto escolar, convocando en 1983 y 1984 unas manifestaciones multitudinarias. En 1996 firma el Acuerdo Nacional de Educación. Además, ha liderado hitos como la campaña de recogida de más de tres millones de firmas a favor de la asignatura de religión (marzo de 2005) o la gran manifestación a favor de la libertad y calidad de la enseñanza del 12 de noviembre de 2005. Es pionera también en el movimiento de la objeción de conciencia contra la asignatura de Educación para la Ciudadanía en España.
Durante estos años ha realizado numerosas actividades y publicado estudios e investigaciones sobre la educación y la familia. En la actualidad cuenta con 51 federaciones. Desde 2009 su presidente nacional es Pedro Caballero García.

## Objetivos
Entre sus objetivos destacan: 
- la defensa de los valores e intereses que afectan a la familia
- la demanda de una educación de calidad y en libertad
- la necesidad de una pluralidad de la oferta educativa y la igualdad de oportunidades[cita requerida]
- la importancia de contar con un proyecto educativo como instrumento esencial que defina la identidad del centro, formule sus objetivos generales y establezca el modo de participación de los diferentes elementos de la comunidad educativa
- la mejora de la escuela concertada y de la pública
- la atención a una formación profesional digna, práctica y eficaz[cita requerida]
- el fomento de la calidad educativa en todos los niveles educativos
- la equiparación real de las escuelas públicas y privadas y, como consecuencia, la igualdad de oportunidades, arbitrando procedimientos como la gratuidad en los niveles básicos u obligatorios y un sistema de becas suficiente y eficaz[cita requerida]
- la necesidad de una presencia activa -participación- de los padres en todos los foros educativos.